# Foto di pura gioia
Foto di pura gioia (sottotitolato Antologia 1987-2017) è un album di raccolta del gruppo rock italiano Afterhours, pubblicato nel 2017.

## Descrizione
Il disco celebra i trent'anni di attività della band guidata da Manuel Agnelli, formatasi nel 1987. Il disco è accompagnato da una nuova versione del brano Bianca, che vede la partecipazione di Carmen Consoli e il cui video è stato diretto da Cosimo Alemà.
La promozione del disco avviene anche tramite un lungo tour celebrativo che vede la partecipazione dello storico batterista Giorgio Prette per alcune date e che si conclude il 10 aprile 2018 a Milano.
Il titolo del disco è tratto dal primo verso della canzone Quello che non c'è, una delle più famose del gruppo.

## Tracce

### CD 1
1. My Bit Boy (Remastered) – 3:22
2. Billie Serenade (Remastered) – 5:42
3. How We Divide Our Souls (Remastered) – 3:27
4. Confidence (Remastered) – 5:51
5. Glory - Of Soul Ignoring (Remastered) – 3:28
6. Slush (Remastered) – 3:55
7. Germi (Remastered) – 2:37
8. Dentro Marilyn (Remastered) – 3:37
9. Siete proprio dei pulcini (Remastered) – 2:47
10. Ossigeno (Remastered) – 4:05
11. Strategie (Remastered) – 4:03
12. Pop (Remastered) – 3:58
13. 1.9.9.6. (Remastered) – 3:41
14. Male di miele (Remastered) – 2:43
15. Rapace (Remastered) – 5:37
16. Dea (Remastered) – 1:42
17. Pelle (Edit 2017) – 4:13
18. Veleno (Remastered) – 3:46
19. Voglio una pelle splendida (Remastered) – 3:43
20. Sui giovani d'oggi ci scatarro su (Remastered) – 2:59

### CD 2
1. Non è per sempre (Remastered) – 3:58
2. La verità che ricordavo (Remastered) – 3:15
3. Non si esce vivi dagli anni 80 (Remastered) – 3:59
4. Tutto fa un po' male (Remastered) – 4:08
5. L'estate (Remastered) – 3:07
6. La sinfonia dei topi (Remastered) – 2:59
7. Quello che non c'è (Remastered) – 3:40
8. Bye Bye Bombay (Remastered) – 6:14
9. Sulle labbra (Remastered) – 4:23
10. Varanasi Baby (Remastered) – 4:36
11. Bungee Jumping (Remastered) – 6:11
12. La sottile linea bianca (Remastered) – 5:31
13. Ballata per la mia piccola iena (Remastered) – 4:54
14. Ci sono molti modi (Remastered) – 4:29
15. La vedova bianca (Remastered) – 3:59
16. Male in polvere (Remastered) – 4:04
17. Il sangue di Giuda (Remastered) – 5:05

### CD 3
1. È solo febbre (Remastered) – 2:13
2. I milanesi ammazzano il sabato (Remastered) – 2:14
3. Riprendere Berlino (Remastered) – 4:04
4. Musa di nessuno (Remastered) – 2:17
5. Tutto domani (Remastered) – 3:00
6. Il paese è reale – 3:51
7. La tempesta è in arrivo – 4:05
8. Costruire per distruggere – 5:14
9. Padania – 4:38
10. Ci sarà una bella luce – 3:47
11. Nostro anche se ci fa male – 3:36
12. Io so chi sono – 4:39
13. Grande – 4:26
14. Il mio popolo si fa – 3:49
15. L'odore della giacca di mio padre – 3:14
16. Non voglio ritrovare il tuo nome – 4:17
17. Oggi – 3:23
18. Folfiri o Folfox – 3:44
19. Né pani né pesci – 3:50
20. Se io fossi il giudice – 4:03

### CD 4
1. Bianca (feat. Carmen Consoli) – 4:53
2. Love On Saturday Night (Remastered) – 5:29
3. Strategie (Demo 1994) – 4:13
4. Inside Marilyn Three Times (Remastered) – 5:43
5. Male di miele (1° Demo 1996) – 2:47
6. Mio fratello è figlio unico (Alternative Version / Remastered) – 4:10
7. Something I Don't Care About (Inedito 1986) – 3:44
8. Pelle (Live Acustico U.S.A.) – 3:28
9. La canzone popolare (Remastered) – 5:15
10. La canzone di Marinella (Remastered) – 4:13
11. Springtime's First Day (Inedito 1986) – 2:46
12. Shadowplay (Alternative Mix) – 4:30
13. 1.9.9.6. (1° Demo 1996) – 3:19
14. Ballad for My Little Hyena (Remastered) – 4:54
15. Sparkle (Remastered) – 4:06
16. Fifteen Seconds (Inedito 1986) – 2:52
17. Televisione (Remastered) – 5:27
18. Senza titolo (Inedito 1986) – 2:06
19. Adesso è facile (Demo 2009) – 3:47

## Classifiche
| Classifica (2017) | Posizione massima |
| ----------------- | ----------------- |
| Italia            | 16                |